# Amani Abeid Karume
Amani Abeid Karume (Sultanaat Zanzibar, 1 november 1948) is een Tanzaniaans politicus. Hij was van 8 november 2000 tot 3 november 2010 president van Zanzibar.
Amani Karume werd opgeleid tot boekhouder en vervulde verschillende functies bij de Zanzibarese overheid. In 1990 werd hij gekozen tot lid van het Huis van Afgevaardigden van Zanzibar. Hij werd benoemd tot minister van Handel en Industrie in de regering van Zanzibar. In zijn tweede termijn als volksvertegenwoordiger werd hij benoemd tot minister van Communicatie en Transport.
In oktober 2000 werd Karume met 67,04 procent van de stemmen tot president van Zanzibar gekozen. Op 30 oktober 2005 werd hij herkozen met 53,18 procent. Beide verkiezingen werden bekritiseerd vanwege onregelmatigheden. In 2009 startte hij een dialoog tussen de CCM en oppositiepartij CUF, die resulteerde in een referendum in juli 2010 en vervolgens in een regering van nationale eenheid. Na de verkiezingen van oktober 2010 droeg hij zijn ambt over aan zijn opvolger Ali Mohamed Shein.
Amani Abeid Karume is een zoon van de eerste president van Zanzibar Abeid Karume. 